# Na każde wezwanie
Na każde wezwanie (ang. Rockface, 2002–2003) – brytyjski serial obyczajowy nadawany przez stację BBC od 13 marca 2002 roku do 27 lipca 2003 roku. W Polsce jest nadawany na kanale Polsat od 4 stycznia 2011 roku.
Zdjęcia do serialu były kręcone w autentycznych szkockich plenerach, a scenariusz powstał w oparciu o doświadczenia rzeczywiście istniejącej i współcześnie działającej na tym terenie jednostki ratowników, Lochaber Mountain Rescue.

## Opis fabuły
Akcja serialu rozgrywa się w Szkocji. Ekipa bardzo dobrze wyszkolonych ratowników ma swoją siedzibę w miasteczku Glentannoch, które znajduje się w dolinie u podnóża gór Glen Nevis. Jest to piękne ale także wyjątkowo groźne miejsce.
Szefem zespołu jest miejscowy lekarz, doktor Gordon Urquhart (Clive Russell). Pomaga mu jego zastępca, Douglas McLanaghan (Brendan Coyle). Członkami grupy są również dwaj bracia – Ben Craig (Cal Macaninch), który na co dzień pracuje jako górski przewodnik oraz Peter Craig (Jamie Sives), który jest policjantem. Zawsze mogą oni liczyć na wsparcie swojego doświadczonego kolegi, Mike'a Baylissa (Richard Graham). Najmłodszym członkiem grupy jest Jamie Doughan (Rupert Evans), który z powodu młodzieńczej brawury bardzo często popada w poważne tarapaty. Fizykoterapeutka z lokalnego szpitala, Caroline Morrison (Melanie Gutteridge) także pragnie dołączyć do tej elitarnej jednostki.

## Obsada
- Clive Russell jako doktor Gordon Urquhart
- Brendan Coyle jako Douglas McLanaghan
- Cal Macaninch jako Ben Craig
- Jamie Sives jako Peter Craig
- Richard Graham jako Mike Bayliss
- Rupert Evans jako Jamie Doughan
- Melanie Gutteridge jako Caroline Morrison